# Brachyta borni
Brachyta borni là một loài bọ cánh cứng trong họ Cerambycidae.